# Campionato mondiale femminile di pallacanestro 2002
La XIV edizione del Campionato Mondiale Femminile di Pallacanestro FIBA 2002 è stata disputata in Cina dal 14 al 25 settembre 2002.
La fase finale è stata giocata da 16 squadre, divise in quattro gironi eliminatori. Le prime tre di ogni girone accedono al turno successivo.

## Squadre partecipanti
La Cina si è qualificata come paese ospitante, mentre le altre squadre si sono qualificate come campionesse o seconde classificate dei rispettivi campionati continentali.
- FIBA Africa: Senegal, Tunisia
- FIBA Americas: Stati Uniti, Brasile, Cuba, Argentina
- FIBA Asia: Corea del Sud, Giappone, Taiwan
- FIBA Europe: Francia, Russia, Lituania, Spagna, Iugoslavia
- FIBA Oceania: Australia

La divisione in gironi per la prima è stata:
Gruppo A
- Argentina
- Australia
- Spagna
- Giappone

Gruppo B
- Brasile
- Cina
- Jugoslavia
- Senegal

Gruppo C
- Stati Uniti
- Lituania
- Russia
- Taiwan

Gruppo D
- Corea del Sud
- Cuba
- Francia
- Tunisia

## Primo turno

### Gruppo A
| Squadra      | P | V | P | PF  | PS  | Dif |
| ------------ | - | - | - | --- | --- | --- |
| 1. Australia | 6 | 3 | 0 | 256 | 164 | +92 |
| 2. Spagna    | 5 | 2 | 1 | 255 | 191 | +64 |
| 3. Argentina | 4 | 1 | 2 | 182 | 247 | -65 |
| 4. Giappone  | 3 | 0 | 3 | 181 | 272 | -91 |

| 14 settembre 2006 | Giappone | 65 – 74 | Argentina |  |

| 14 settembre 2006 | Australia | 73 – 59 | Spagna |  |

| 15 settembre 2006 | Argentina | 53 – 85 | Australia |  |

| 15 settembre 2006 | Spagna | 100 – 63 | Giappone |  |

| 16 settembre 2006 | Australia | 98 – 53 | Giappone |  |

| 16 settembre 2006 | Argentina | 55 – 97 | Spagna |  |

### Gruppo B
| Squadra       | P | V | P | PF  | PS  | Dif |
| ------------- | - | - | - | --- | --- | --- |
| 1. Brasile    | 6 | 3 | 0 | 264 | 200 | +64 |
| 2. Cina       | 5 | 2 | 1 | 226 | 213 | +13 |
| 3. Jugoslavia | 4 | 1 | 2 | 234 | 224 | +10 |
| 4. Senegal    | 3 | 0 | 3 | 181 | 268 | -87 |

| 14 settembre 2006 | Brasile | 85 – 73 | Cina |  |

| 14 settembre 2006 | Jugoslavia | 94 – 66 | Senegal |  |

| 15 settembre 2006 | Cina | 72 – 65 | Jugoslavia |  |

| 15 settembre 2006 | Senegal | 52 – 93 | Brasile |  |

| 16 settembre 2006 | Cina | 81 – 63 | Senegal |  |

| 16 settembre 2006 | Brasile | 86 – 75 | Jugoslavia |  |

### Gruppo C
| Squadra        | P | V | P | PF  | PS  | Dif  |
| -------------- | - | - | - | --- | --- | ---- |
| 1. Stati Uniti | 6 | 3 | 0 | 274 | 142 | +132 |
| 2. Russia      | 5 | 2 | 1 | 235 | 196 | +39  |
| 3. Lituania    | 4 | 1 | 2 | 201 | 282 | -81  |
| 4. Taiwan      | 3 | 0 | 3 | 165 | 255 | -90  |

| 14 settembre 2006 | Lituania | 92 – 80 | Taiwan |  |

| 14 settembre 2006 | Stati Uniti | 89 – 55 | Russia |  |

| 15 settembre 2006 | Lituania | 61 – 97 | Russia |  |

| 15 settembre 2006 | Stati Uniti | 80 – 39 | Taiwan |  |

| 16 settembre 2006 | Russia | 83 – 46 | Taiwan |  |

| 16 settembre 2006 | Stati Uniti | 105 – 47 | Lituania |  |

### Gruppo D
| Squadra          | P | V | P | PF  | PS  | Dif  |
| ---------------- | - | - | - | --- | --- | ---- |
| 1. Francia       | 6 | 2 | 1 | 313 | 176 | +137 |
| 2. Corea del Sud | 5 | 2 | 1 | 282 | 231 | +51  |
| 3. Cuba          | 4 | 2 | 1 | 222 | 235 | -13  |
| 4. Tunisia       | 3 | 0 | 3 | 170 | 345 | -175 |

| 12 settembre 2006 | Corea del Sud | 124 – 70 | Tunisia |  |

| 12 settembre 2006 | Francia | 92 – 61 | Cuba |  |

| 13 settembre 2006 | Cuba | 71 – 78 | Corea del Sud |  |

| 13 settembre 2006 | Francia | 131 – 35 | Tunisia |  |

| 14 settembre 2006 | Cuba | 90 – 65 | Tunisia |  |

| 14 settembre 2006 | Francia | 90 – 80 | Corea del Sud |  |

## Secondo turno
Le prime quattro di ogni gruppo passano ai quarti di finale, le ultime due di ogni girone disputano le gare per i posti dal nono al dodicesimo. Le squadre si portano dietro i punti totalizzati nella prima fase a gironi, e si scontrano solo contro le squadre provenienti dall'altro girone.

### Gruppo E
| Squadra       | P  | V | P | PF  | PS  | Dif  |
| ------------- | -- | - | - | --- | --- | ---- |
| B1 Brasile    | 11 | 5 | 1 | 492 | 391 | +101 |
| A3 Australia  | 11 | 5 | 1 | 524 | 393 | +131 |
| A2 Cina       | 10 | 4 | 2 | 472 | 428 | +44  |
| B2 Spagna     | 10 | 4 | 2 | 473 | 398 | +75  |
| A1 Jugoslavia | 8  | 2 | 4 | 466 | 474 | -8   |
| B3 Argentina  | 7  | 1 | 5 | 352 | 517 | -165 |

| 18 settembre 2006 | Cina | 72 – 59 | Spagna |  |

| 18 settembre 2006 | Jugoslavia | 82 – 93 | Australia |  |

| 18 settembre 2006 | Brasile | 85 – 39 | Argentina |  |

| 19 settembre 2006 | Argentina | 76 – 83 | Jugoslavia |  |

| 19 settembre 2006 | Australia | 101 – 72 | Cina |  |

| 19 settembre 2006 | Spagna | 78 – 68 | Brasile |  |

| 20 settembre 2006 | Cina | 102 – 55 | Argentina |  |

| 20 settembre 2006 | Jugoslavia | 67 – 81 | Spagna |  |

| 20 settembre 2006 | Brasile | 75 – 74 | Australia |  |

### Gruppo F
| Squadra          | P  | V | P | PF  | PS  | Dif  |
| ---------------- | -- | - | - | --- | --- | ---- |
| C1 Stati Uniti   | 12 | 6 | 0 | 553 | 307 | +246 |
| D1 Russia        | 11 | 5 | 1 | 482 | 368 | +114 |
| C2 Francia       | 10 | 4 | 2 | 511 | 414 | +97  |
| D2 Corea del Sud | 9  | 3 | 3 | 458 | 484 | -26  |
| C3 Lituania      | 8  | 2 | 4 | 397 | 489 | -92  |
| D3 Cuba          | 7  | 1 | 5 | 392 | 466 | -74  |

| 18 settembre 2006 | Cuba | 44 – 87 | Stati Uniti |  |

| 18 settembre 2006 | Francia | 71 – 63 | Lituania |  |

| 18 settembre 2006 | Corea del Sud | 47 – 92 | Russia |  |

| 19 settembre 2006 | Lituania | 63 – 30 | Cuba |  |

| 19 settembre 2006 | Russia | 74 – 59 | Francia |  |

| 19 settembre 2006 | Stati Uniti | 91 – 53 | Corea del Sud |  |

| 20 settembre 2006 | Cuba | 66 – 81 | Russia |  |

| 20 settembre 2006 | Francia | 68 – 101 | Stati Uniti |  |

| 20 settembre 2006 | Corea del Sud | 76 – 70 | Lituania |  |

## Fase di classificazione

### Dal 13º al 16º posto
|  | Torneo di qualificazione | Torneo di qualificazione | Torneo di qualificazione |        |          | Tredicesimo posto  | Tredicesimo posto  | Tredicesimo posto  |  |
|  |                          |                          |                          |        |          |                    |                    |                    |  |
|  | Giappone                 | Giappone                 | 91                       |        |          |                    |                    |                    |  |
|  | Giappone                 | Giappone                 | 91                       |        |          |                    |                    |                    |  |
|  | Senegal                  | Senegal                  | 89                       |        |          |                    |                    |                    |  |
|  | Senegal                  | Senegal                  | 89                       |        | Giappone | Giappone           | 76                 |                    |  |
|  |                          |                          |                          |        | Giappone | Giappone           | 76                 |                    |  |
|  |                          |                          | Taiwan                   | Taiwan | 71       |                    |                    |                    |  |
|  | Taiwan                   | Taiwan                   | Taiwan                   | Taiwan | 71       | 107                |                    |                    |  |
|  | Taiwan                   | Taiwan                   |                          |        |          | 107                |                    |                    |  |
|  | Tunisia                  | Tunisia                  | 70                       |        |          | Quindicesimo posto | Quindicesimo posto | Quindicesimo posto |  |
|  | Tunisia                  | Tunisia                  | 70                       |        |          |                    |                    |                    |  |
|  |                          |                          |                          |        |          |                    |                    |                    |  |
|  |                          |                          |                          |        |          | Senegal            | Senegal            | 87                 |  |
|  |                          |                          |                          |        |          | Senegal            | Senegal            | 87                 |  |
|  |                          |                          |                          |        |          | Tunisia            | Tunisia            | 52                 |  |

### Dal 9º al 12º posto
|  | Torneo di qualificazione | Torneo di qualificazione | Torneo di qualificazione |      |           | Nono posto       | Nono posto       | Nono posto       |  |
|  |                          |                          |                          |      |           |                  |                  |                  |  |
|  | Jugoslavia               | Jugoslavia               | 74                       |      |           |                  |                  |                  |  |
|  | Jugoslavia               | Jugoslavia               | 74                       |      |           |                  |                  |                  |  |
|  | Cuba                     | Cuba                     | 76                       |      |           |                  |                  |                  |  |
|  | Cuba                     | Cuba                     | 76                       |      | Argentina | Argentina        | 71               |                  |  |
|  |                          |                          |                          |      | Argentina | Argentina        | 71               |                  |  |
|  |                          |                          | Cuba                     | Cuba | 92        |                  |                  |                  |  |
|  | Argentina                | Argentina                | Cuba                     | Cuba | 92        | 71               |                  |                  |  |
|  | Argentina                | Argentina                |                          |      |           | 71               |                  |                  |  |
|  | Lituania                 | Lituania                 | 65                       |      |           | Undicesimo posto | Undicesimo posto | Undicesimo posto |  |
|  | Lituania                 | Lituania                 | 65                       |      |           |                  |                  |                  |  |
|  |                          |                          |                          |      |           |                  |                  |                  |  |
|  |                          |                          |                          |      |           | Lituania         | Lituania         | 83               |  |
|  |                          |                          |                          |      |           | Lituania         | Lituania         | 83               |  |
|  |                          |                          |                          |      |           | Jugoslavia       | Jugoslavia       | 62               |  |

## Fase finale a eliminazione diretta
|  | Quarti di finale  | Quarti di finale  |                   |           | Semifinali                | Semifinali                |  |  | Finale            | Finale |
|  |                   |                   |                   |           |                           |                           |  |  |                   |        |
|  | 23 settembre 2002 |                   |                   |           |                           |                           |  |  |                   |        |
|  |                   |                   |                   |           |                           |                           |  |  |                   |        |
|  | Brasile           | 70                |                   |           |                           |                           |  |  |                   |        |
|  | Brasile           | 70                | 24 settembre 2002 |           |                           |                           |  |  |                   |        |
|  | Corea del Sud     | 71                |                   |           |                           |                           |  |  |                   |        |
|  | Corea del Sud     | 71                | Corea del Sud     | 53        |                           |                           |  |  |                   |        |
|  | 23 settembre 2002 |                   | Corea del Sud     | 53        |                           |                           |  |  |                   |        |
|  |                   | Russia            | 70                |           |                           |                           |  |  |                   |        |
|  | Cina              | Russia            | 70                | 70        |                           |                           |  |  |                   |        |
|  | Cina              |                   | 25 settembre 2002 | 70        |                           |                           |  |  |                   |        |
|  | Russia            | 86                |                   |           |                           |                           |  |  |                   |        |
|  | Russia            | 86                | Russia            | 74        |                           |                           |  |  |                   |        |
|  | 23 settembre 2002 |                   | Russia            | 74        |                           |                           |  |  |                   |        |
|  |                   | Stati Uniti       | 79                |           |                           |                           |  |  |                   |        |
|  | Francia           | Stati Uniti       | 79                | 52        |                           |                           |  |  |                   |        |
|  | Francia           | 24 settembre 2002 |                   | 52        |                           |                           |  |  |                   |        |
|  | Australia         | 78                |                   |           |                           |                           |  |  |                   |        |
|  | Australia         | 78                | Australia         | 56        | Finale per il terzo posto | Finale per il terzo posto |  |  |                   |        |
|  | 23 settembre 2002 |                   | Australia         | 56        | Finale per il terzo posto | Finale per il terzo posto |  |  |                   |        |
|  |                   | Stati Uniti       | 71                |           |                           |                           |  |  |                   |        |
|  | Stati Uniti       | Stati Uniti       | 71                | 94        | Corea del Sud             | 63                        |  |  |                   |        |
|  | Stati Uniti       |                   |                   | 94        | Corea del Sud             | 63                        |  |  |                   |        |
|  | Spagna            | 55                |                   | Australia | 91                        |                           |  |  |                   |        |
|  | Spagna            | 55                |                   |           | 91                        |                           |  |  |                   |        |
|  |                   |                   |                   |           |                           |                           |  |  | 25 settembre 2002 |        |
|  |                   |                   |                   |           |                           |                           |  |  |                   |        |

### Dal 5º all'8º posto
|  | Torneo di qualificazione | Torneo di qualificazione | Torneo di qualificazione |        |      | Quinto posto  | Quinto posto  | Quinto posto  |  |
|  |                          |                          |                          |        |      |               |               |               |  |
|  | Cina                     | Cina                     | 81                       |        |      |               |               |               |  |
|  | Cina                     | Cina                     | 81                       |        |      |               |               |               |  |
|  | Brasile                  | Brasile                  | 80                       |        |      |               |               |               |  |
|  | Brasile                  | Brasile                  | 80                       |        | Cina | Cina          | 71            |               |  |
|  |                          |                          |                          |        | Cina | Cina          | 71            |               |  |
|  |                          |                          | Spagna                   | Spagna | 92   |               |               |               |  |
|  | Spagna                   | Spagna                   | Spagna                   | Spagna | 92   | 69            |               |               |  |
|  | Spagna                   | Spagna                   |                          |        |      | 69            |               |               |  |
|  | Francia                  | Francia                  | 59                       |        |      | Settimo posto | Settimo posto | Settimo posto |  |
|  | Francia                  | Francia                  | 59                       |        |      |               |               |               |  |
|  |                          |                          |                          |        |      |               |               |               |  |
|  |                          |                          |                          |        |      | Brasile       | Brasile       | 74            |  |
|  |                          |                          |                          |        |      | Brasile       | Brasile       | 74            |  |
|  |                          |                          |                          |        |      | Francia       | Francia       | 65            |  |

## Classifica finale
| Campione del Mondo | Campione del Mondo | Campione del Mondo |
| --- | ------------------ | --- |
| Stati Uniti4 Johnson, 5 Staley, 6 Bird, 7 Swoopes, 8 Milton-Jones, 9 Leslie, 10 Catchings, 11 Dixon, 12 Williams, 13 Gillom, 14 Smith, 15 Phillips, All. Van Chancellor |                    | |
| Argento | Russia             | Russia4 Šnjukova, 5 Rachmatulina, 6 Artešina, 7 Archipova, 8 Baranova, 9 Skopa, 10 Korstin, 11 Osipova, 12 Kalmykova, 13 Zakaljužnaja, 14 Šč'egoleva, 15 Gustilina, All. Vadim Kapranov                         |
| Bronzo | Australia          | Australia4 Kingi, 5 Tranquilli, 6 Brondello, 7 Taylor, 8 Batkovic, 9 Fallon, 10 Harrower, 11 Jackson, 12 Grima, 13 Whittle, 14 Summerton, 15 Brogan, All. Jan Stirling                                          |
| 4. | Corea del Sud      | Corea del Sud4 Kim Y., 5 Jeon, 6 Kim J., 7 Lee E., 8 Jang, 9 Lee M., 10 Byeon, 11 Park, 12 Hong, 13 Lee J., 14 Jeong, 15 Kim G., All. Lee Mun-gyu                                                               |
| 5. | Spagna             | Spagna4 García, 5 R. Sánchez, 6 Palau, 7 Zurro, 8 Fernández, 9 Valdemoro, 10 Mirchandani, 11 I. Sánchez, 12 Pons, 13 Ferragut, 14 Cebrián, 15 Pascua, All. Vicente Rodríguez                                    |
| 6. | Cina               | Cina4 Song, 5 Zhang H., 6 Pan, 7 Miao B., 8 Miao L., 9 Ren, 10 Sui, 11 Ding, 12 Chen L., 13 Zhang X., 14 Chen X., 15 Chen N., All. Gong Luming                                                                  |
| 7. | Brasile            | Brasile4 Claudinha, 5 Helen, 6 Adriana, 7 Adrianinha, 8 Iziane, 9 Janeth, 10 Micaela, 11 Érika, 12 Silvinha, 13 Alessandra, 14 Cíntia Tuiú, 15 Kelly, All. Antônio Barbosa                                      |
| 8. | Francia            | Francia4 Savasta, 5 Le Dréan, 6 Melain, 7 Lawson, 8 Souvré, 9 Sauret, 10 Lesdema, 11 Berthieu, 12 Tonnerre, 13 Dijon, 14 Moussard, 15 Antibe, All. Alain Jardel                                                 |
| 9. | Cuba               | Cuba4 Víctores, 5 Suero, 6 Plutín, 7 Atíes, 8 Soria, 9 Águila, 10 León, 11 Martínez, 12 Duany, 13 Castillo, 14 Hechavarría, 15 Enríquez, All. José Ramírez                                                      |
| 10. | Argentina          | Argentina4 Nicolini, 5 Pires, 6 Avaro, 7 Vega, 8 Mendoza, 9 Ríos, 10 Galé, 11 Paoletta, 12 Fernández, 13 Chesta, 14 Sánchez, 15 Falabella, All. Eduardo Pinto                                                   |
| 11. | Lituania           | Lituania4 Žemantauskaitė, 5 Brazdeikytė, 6 Šulčiūtė, 7 Valužytė, 8 Čiūdarienė, 9 Kreivytė, 10 Nikonovaitė, 11 Baranauskaitė, 12 Kuktienė, 13 Dambrauskaitė, 14 Naidėnienė, 15 Marčauskaitė, All. Vydas Gedvilas |
| 12. | Jugoslavia         | Jugoslavia4 Bogojević, 5 Joković, 6 Škerović, 7 Mandić, 8 Veselovski, 9 Stanković, 10 Radunović, 11 Bjelica, 12 Drljača, 13 Vilipić, 14 Anđelić, 15 Matić, All. Miroslav Popov                                  |
| 13. | Giappone           | Giappone4 Hamaguchi, 5 Okazato, 6 Ōyama, 7 Yano, 8 Kawabata, 9 Kawakami, 10 Tachikawa, 11 Horibe, 12 Watanabe, 13 Yamada, 14 Yashiro, 15 Nagata, All. Norihiko Kitahara                                         |
| 14. | Taiwan             | Taiwan4 Chu, 5 Chien, 6 Chiang, 7 Mai, 8 Chao, 9 Huang, 10 Chang, 11 Cheng, 12 Tsai, 14 Chen, 15 Liu, 16 Lin, All. Hung Ling-yao                                                                                |
| 15. | Senegal            | Senegal4 Balayara, 5 Paye, 6 Dia, 7 Guèye, 8 M. Fall, 9 K. Diop, 10 N. Ndiaye, 11 Diouf, 12 F. Fall, 13 B. Diop, 14 A. Ndiaye, 15 F. Ndiaye, All. Ousseynou Ndiaga Diop                                         |
| 16. | Tunisia            | Tunisia4 Zbidi, 5 Ksouri, 6 Zagrouba, 7 Abid, 8 Chelly, 9 Soltani, 10 Oueslati, 11 Barkallah, 12 Soudani, 13 Khriji, 14 Chebli, 15 Ben Othmane, All. Smiri Ezzedine                                             |

## Riconoscimenti

### MVP del Mondiale
- Lisa Leslie -  Stati Uniti

### Miglior formazione del torneo
- G: Shannon Johnson -  Stati Uniti
- G: Amaya Valdemoro -  Spagna
- C: Lisa Leslie -  Stati Uniti
- F: Elena Baranova -  Russia
- F: Lauren Jackson -  Australia